# Šavli
Šavli je priimek več znanih Slovencev:
- Alojz Šavli (1907—1984), član organizacije TIGR in partizan
- Andrej Šavli (1905—1990), šolnik, urednik, publicist in kulturni delavec
- Franc Šavli (1903—1943), politični delavec in organizator OF
- Ivan Šavli (1907—1976), profesor, literarni zgodovinar, publicist, prevajalec
- Jožko Šavli (1943—2011), ekonomist, raziskovalec slovenske zgodovine in publicist
- Julija Potrč Šavli (*1979), prevajalka
- Matic Šavli, meteorolog
- Oskar Šavli (1914—1997), politik in publicist
- Peter Šavli (*1961), skladatelj
- Slavica Šavli, pesnica, pisateljica kratke proze, literarna kritičarka, prevajalka